# Maison (généalogie)
Pour les articles homonymes, voir Maison (homonymie).
 (novembre 2009).
Si vous disposez d'ouvrages ou d'articles de référence ou si vous connaissez des sites web de qualité traitant du thème abordé ici, merci de compléter l'article en donnant les références utiles à sa vérifiabilité et en les liant à la section « Notes et références ».
En généalogie, le terme  maison  désigne une famille  très ancienne ou illustre, notamment une famille royale, princière ou ducale.

## Étymologie
Le nom français maison vient du latin manere, « rester », qui a donné aussi manse et mesnil. Il désigne à l'origine[Quand ?] le lieu où une famille demeure pendant plusieurs générations, puis le patrimoine collectif et la puissance héréditaire d'une famille. C'est ainsi qu'en grec ancien le mot oïkos signifie à la fois famille  et maison .

## Dans les sociétés primitives
Le terme est utilisé à partir du Moyen Âge pour désigner toute famille élargie (clans, tribus, gentes ou familles patriciennes de Rome, Gênes, Venise), avec sa dimension patrimoniale, notamment la permanence d'un domaine ou d'une fonction qui se transmet de génération en génération. 
Il a pris la valeur d'un concept général d'ethnologie et d'anthropologie avec les travaux de Le Play sur les « familles souches », puis de Lévi-Strauss en 1979 sur les « sociétés à maisons ».

## Usage dans les familles princières ou régnantes
Le terme maison, dans le domaine nobiliaire, ne s'emploie actuellement que pour des familles royales, princières, ou régnantes, en faisant prévaloir la dimension patrimoniale et domaniale, sur la dimension familiale. Ainsi par exemple, la maison de Bretagne ou la maison de Turenne désignent la liste des titulaires de ces fiefs, quelles que soient les familles nobles ou princières auxquelles ils appartenaient. La maison ne comprend pas seulement les membres de la famille, mais aussi les domaines, les grands-officiers, les institutions, les sceaux, les chartes, les coutumes, etc.
Le terme de maison pour désigner une famille royale apparaît au XIIe siècle dans les traductions de la Vulgate ; celle-ci parle de domus Saul et de domus David. Il s’agit en fait d’une expression d’origine sémitique ancienne qu’on retrouve également chez les arabes. On trouve aussi le terme maison pour désigner chacune des tribus d'Israël, il est alors l'équivalent de tribus : Maison de Juda, Maison de David, etc., ou pour désigner le patrimoine familial en général : « Toute maison divisée contre elle-même périra ».
L'expression « maison de France » est consacrée par le pape Boniface VIII dans sa bulle de canonisation de Louis IX, Gaudeat Domus inclyta Franciae (11 août 1297).

## La maison de commerce
Dans le domaine du commerce, de l'industrie, de la banque, le terme "maison" désigne une famille considérée comme entité commerciale. Cela concerne surtout les maisons de commerces notables, parfois localement. On parle ainsi de la maison Pommery pour du vin de Champagne, de la maison Christofle pour les orfèvres, ou des maisons Rothschild ou Nucingen pour des banques.